# Little Stanion
Little Stanion är en civil parish i distriktet North Northamptonshire, i grevskapet Northamptonshire, i England. Civil parish är belägen 2 km från Corby. Civil parishen inrättades den 1 april 2018 från Stanion.